# Ishkibal
Ishkibal o Iškibal va ser el quart rei de la I Dinastia del País de la Mar que va governar la part sud de Mesopotàmia cap a l'¡any 1640 aC fins al 1626 aC aproximadament. La cronologia es discuteix.
Es creu que va governar durant quinze anys. Només es coneix a partir de llistes i cròniques de reis posteriors. El seu nom probablement és accadi. Va succeir a Damiq ilishu.